# Alicia Sacramone

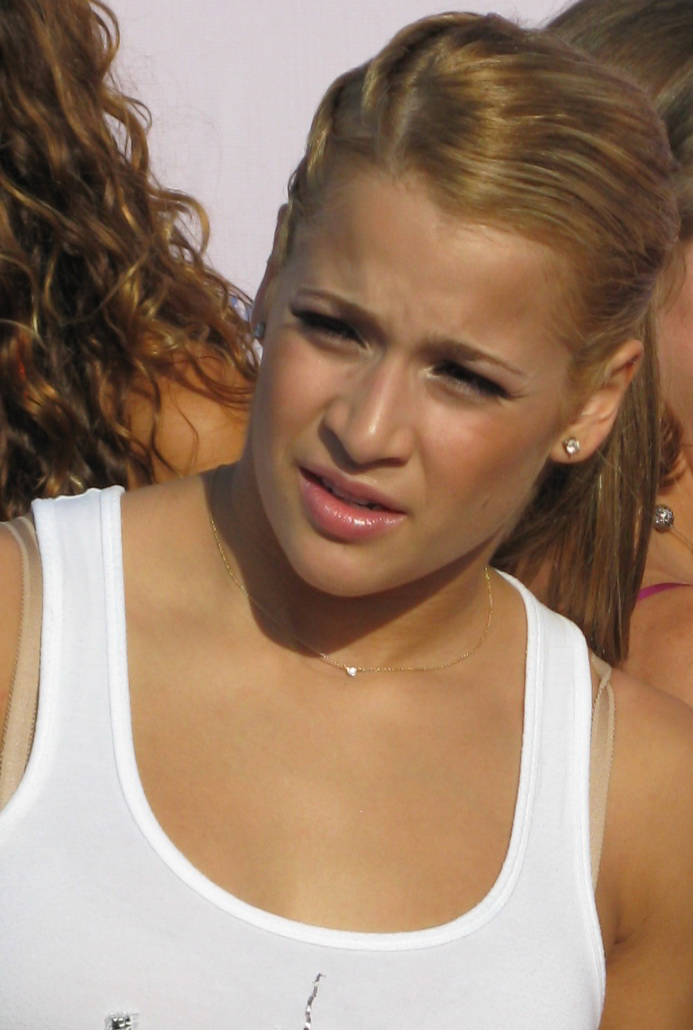
Alicia Sacramone în 2008

Alicia Marie Sacramone (n. 3 decembrie 1987, Boston, Massachusetts) este o gimnastă americană.
Sacramone a început gimnastica la vârsta de opt ani sub îndrumarea antrenorilor români Mihai și Silvia Brestyan. La Campionatele Naționale din SUA în perioada 2004 - 2008 a câștigat douăsprezece medalii, inclusiv patru medalii de aur la sărituri și două medalii de aur la sol. La Campionatele Mondiale din 2005 și 2007 a câștigat șapte medalii, inclusiv medalia de aur la sol în 2005 și medalia de aur câștigată cu echipa în 2007. La Jocurile Olimpice din Beijing din 2008 ea a câștigat o medalie de argint cu echipa.